# Bernhard Danckelmann
Bernhard Engelbert Joseph Danckelmann (Forsthaus Obereimer, Arnsberg, 5 de abril de 1831 – Eberswalde, 19 de janeiro de 1901) foi um famoso guarda florestal da Alemanha que recebeu os títulos honoríficos de Forstbeamter e de Forstwissenschaftler.

## Publicações selecionadas

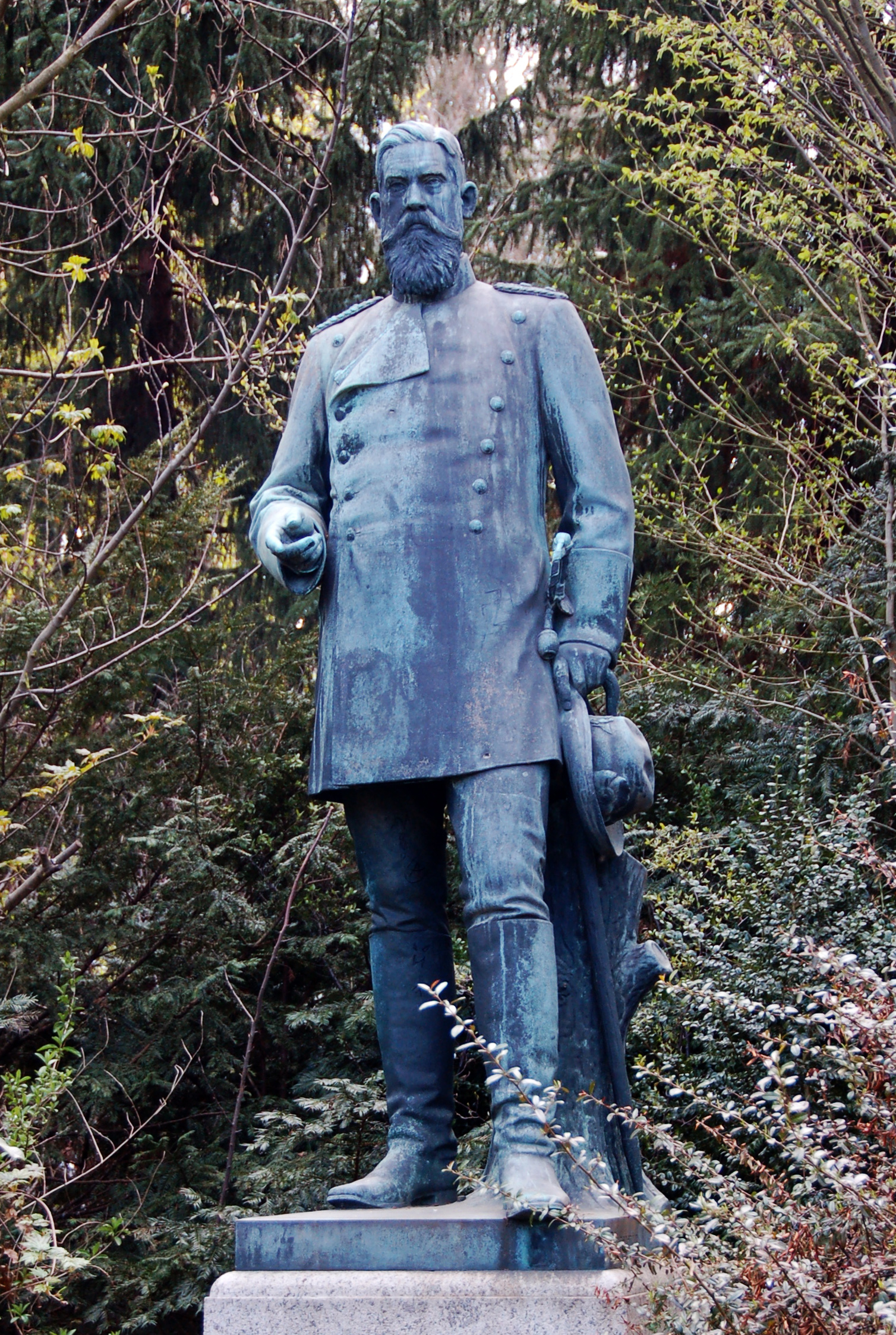
Monument of Bernhard Danckelmann in Weidendamm Park, Eberswalde (sculpture by Fritz Heinemann).

- Die Forstakademie Eberwalde von 1830 bis 1880, in: Festschrift für die Fünfzigjährige Jubelfeier der Forstakademie Eberswalde, 1880, pp. [1]-62 – The forest academy in Eberswalde from 1830 to 1880, in: Festschrift for fifty years of jubilant celebration of the forestry academy in Eberswalde.
- Die Ablösung und Regelung der Waldgrundgerechtigkeiten, 1880.
- Die deutschen Nutzholzzölle; eine Waldschutzschrift, 1883 – German timber tariffs, a paper on forest protection.[3]